# Agrilus multispinosus
Agrilus multispinosus é uma espécie de inseto do género Agrilus, família Buprestidae, ordem Coleoptera.
Foi descrita cientificamente por Klug, em 1825.